# ブラッディエンジェルズ
『ブラッディエンジェルズ』は、みず谷なおきによる日本の漫画作品。『週刊少年サンデー増刊号』（小学館）にて、1986年から1987年まで連載された。全12話、単行本は全2巻。

## あらすじ
神奈川県の西湘市を舞台とした新米婦人警官・内海夕紀と高御堂聖の活躍を描いたコメディ作品であり、全12話が半独立的に構成されているので、全体の流れではなく、各話を簡単に説明する。
ぷっつんと泣き虫、二人は婦人警官
高御堂聖と内海夕紀は神奈川県警西湘警察署交通課に勤務する警官であり、ミニパトに乗って駐車違反の取り締まりなどの地味な仕事をしている。暴走族が付近を暴走するのを見ると、聖は豹変し、暴走族の頭の車に衝突させ、事故渋滞を招き、1週間の自宅謹慎になる。銭湯の帰りに2人は通り魔強盗をあっさり逮捕し、新聞記事となり謹慎は自動解除となる。
ちょっと気になる白バイおじん
県警から最近移動していた石戸伴からガキと言われたことから、聖はなにかと張り合うことになり、署長の悩みの種となる。署長に叱られ泣き出す夕紀を石戸が慰めたことから、夕紀の片思いが始まる。これを知った聖はしばらく休戦にすると言いながら、翌日にはぷっつんすることになる。
非番の日の大捕物
非番の聖は自転車を使ったひったくりを一撃で倒し、1課に転属してきた上温湯に拍手され、ついでに西湘署への道案内を依頼され、夕紀には抜け駆けお出迎えと冷やかされる。上温湯が西湘銀行に行くとちょうど銀行強盗と状鉢合わせになり、44マグナムの威力で解決するが、壁面の大理石の修理代のため、お礼のフランス料理は屋台のおでんに変わる。
夕紀の休日
休日の夕紀は3人組からナンパされ戸惑っているところを学ラン姿のヒョウの機転で救われ、説教までされ、ちょっと自己嫌悪に陥る。お礼をするかしないかの問答の末に「野暮用までの時間つぶし」としてボウリングを楽しむが、ヒョウの野暮用とはゴロマキ（いわゆるケンカ）だった。夕紀が駆けつけるもヒョウは喧嘩が強く、既に勝負はついてしまっていた。夕紀は竹刀を拾い上げ、ナイフをもった相手を一撃で倒し、ついでにヒョウにも竹刀でお灸を据える。初めての敗戦に傷心のヒョウはミニパトから声をかけられ唖然とする。
西湘署の二人の課長
普段は聖が旦那役、夕紀が奥様役をしてアパートでの共同生活を送っているが、いったん火が付くと盛大な夫婦げんかとなり、パトカーが出てくる騒ぎとなる。交通課の課長から大目玉を食う。夕紀は半壊した部屋の後片付けに精を出し、二人分の夕食を作る。帰宅すると夕食と夕紀が待っており、一件落着となる。
夕紀のお相手は長ラン高校生
ヒョウは竹刀でお灸を据えられた一件に納得できず、西湘署に毎日ラブレター（実は決闘状）を届け、署内の評判になる。これを聖が知るところとなり、ガキとからかうとおばんと返され、代理の決闘となる。結果は聖の完敗となる。駆けつけた夕紀に負傷した手を取られ、ヒョウはようやく自分の気持ちに気が付く。ヒョウの腕はヒビが入っており、その間にも聖から挑戦され続ける。
ルール違反はお断り
暴走するテスタロッサをつかまえると運転手であった権藤瀬里奈はアイドル歌手「朝倉瀬里」であった。彼女は県警の交通安全ポスターの顔であり、お達しにより違反は見逃される。数日後、署長からドラマの役作りという名目で制服着用の瀬里奈をミニパトに乗せて巡回するよう指示される。交通事故発生の連絡が入り、ミニパトは現場に向かおうとする。面白そうとはしゃぐ瀬里奈を夕紀がひっぱたく。事故現場の凄惨さを見て、瀬里奈は自分一人の身勝手な行動がどれだけ他人に迷惑をかけるかを学んだと挨拶する。
心は晴れ、のち荒模様
ヒョウから夕紀に緊急に来てくれという電話が入る。早退した夕紀は空腹のため玄関に倒れているヒョウを発見する。介抱し食事の世話までさせられた夕紀だったが、ヒョウの実家はいくつもの不動産をもつ資産家で、母親とは死別し唯一の肉親である父親からは放任状態だと聞かされる。西湘署では石戸が聖から夕紀がどうして弁当を届けるか考えてみろと言われ、夕紀の気持ちを知った石戸はもう弁当は受け取れないと告げる。どういうつもりよと責める聖に対して石戸は好きなタイプは聖だと告げる。この会話を偶然、夕紀が聞いてしまう。
世話のやける二人です
聖が帰宅すると夕紀は鬱状態で、聖が初めて告白されたことを祝おうとする。翌日から早朝の料理特訓が始まり、聖はやつれた姿で石戸に弁当を届ける。夕紀は缶ビールを片手にヒョウの部屋の前で待つ。酔って横になった夕紀から石戸の名前を聞き、ヒョウは交通違反取締中の石戸を殴り飛ばし、代わりに夕紀からひっぱたかれる。実は石戸とヒョウは従兄弟同士だったと判明。夕紀はやんちゃな弟を持った気分と話すと、ヒョウは弟の座に居座りつもりはないと返すが、公務執行妨害の処罰としてリーゼントを刈られて坊主頭にされる。
おバケ、こわい
ヒョウが運転免許を取り、その練習も兼ねて聖、夕紀、石戸、ヒョウの4人は海に一泊旅行に出かける。そこで石戸の同期の小林と出会い、夕食時に幽霊話になる。帰り道で件の幽霊に遭遇するが、居眠り運転防止の狂言だというオチだった。翌日、3人が出勤すると、課長から「小林巡査の墓参りに行ったのか?」と問いかけられる。彼が公務中の事故で亡くなって今年が新盆だと聞かされた聖は気絶し、石戸は腰を抜かす。そこに小林巡査からの電話が入り、課長は舌を出しながら対応する。
お騒がせの家出娘
少年課の応援のため西湘駅を私服で巡回している夕紀は補導員に呼び止められ、警察手帳を出すことになる。それを見ていた聖は大笑いとなる。離してよと叫ぶ少女の手をつかんでいる男を聖が投げ飛ばす。男は探偵事務所のスタッフ椎名で刑事課長とは顔なじみ、少女は丹波組の娘であった。対立する組員にさらわれそうになったところを救出した椎名は尻叩きで説教する。
天使たちに花束を
スーパーに2人組の拳銃強盗が押し入り、逃走中に聖と夕紀に鉢合わせし、思わず発砲する。夕紀は聖を突き飛ばし、肩を撃たれる。聖は車で逃走する2人組をミニパトで追跡を開始。しかも、暴走族まで2人組を追いかけていた。実は暴走族たちの間で夕紀は「影のアイドル」として慕われており、彼らもメンツにかけて西湘市からは出さないための包囲網を布いていた。2人組の車はミニパトと正面衝突し、聖は2人組を逮捕する。病院ではせっかく庇ったのに結局入院するはめになった聖と目を覚ました夕紀が枕を投げ合ってけんかをする。過激な時代である。

## 登場人物
内海 夕紀 （うつみ ゆうき）
神奈川県警察西湘警察署交通課の新米警察官で階級は巡査。20歳。本作の主人公で剣道2段。童顔で背が低くて胸も無いためによく女子中高生に間違われ、本人もコンプレックスを感じている。家庭的な性格で家事は得意。聖が暴走すると泣き出してしまうが芯は強く、聖と喧嘩しても負けることはない。
高御堂 聖 （たかみどう ひじり）
神奈川県警察西湘警察署交通課の新米警察官で階級は巡査。20歳。本作のもう1人の主人公で合気道3段、柔道初段。正義感が強いが、それゆえに犯罪者に対して容赦がなく逮捕しても病院送りにしてしまう。見かけは背が高い長髪の美人で、性格は荒くガサツで家事が全然出来ないため、家事全般は同居する夕紀に任せっきり。先述の通りガサツで口も悪いので夕紀との喧嘩では聖の言動が切っ掛けになることが多い。
石戸 伴 （いしと ばん）
神奈川県警察西湘警察署交通課白バイ隊の警察官で階級は巡査。22歳だが無精髭のため、実年齢よりも老けて見られる。聖と同じく無鉄砲な性格で始末書と謹慎処分の常習者。
上社 兵衛 （かみやしろ ひょうえ）
神奈川県西湘市立東高等学校の3年生。通称はヒョウ。長ランにリーゼントという格好で、喧嘩に明け暮れる不良学生であり、通り名は「東のコマンドー」。現在は学校に一番近い所にあるビル『キャッスル上社』の一室で一人暮らしをしている。
交通課課長
神奈川県警察西湘警察署交通課の課長。階級は警部補。本名・年齢は不明。夕紀・聖・石戸の直属の上司。問題児たちを抱えていつもイライラしているが、彼女たちの警察官としての資質を見抜いており、「将来有望な警察官」として評価している。
鯖須 （さばす）
神奈川県警察西湘警察署刑事課の課長。階級、名前、年齢は不明。通称はスッポンの鯖須。スキンヘッド・サングラス・スーツに開襟シャツ・葉巻、というヤクザのような風貌の刑事。聖を目に掛けており、何とか刑事課に引き入れたいと思っている。独身だが、かつて後述のシナモンを養子にしようと画策していた。
上温湯 隆生（かみおんゆ たかお）
神奈川県警察西湘警察署刑事課の警察官。階級は不明、作品中で西湘署に配属になった。なぜか勤務外でも拳銃、しかも日本の警察官が使用しない.44マグナムを所持している。
西湘警察署署長
神奈川県警察西湘警察署の署長。階級は警視。氏名は不明。温和な人物だか、定年間近なこともあって穏当な対応を望んでいる。それでも根っ子はやはり警察官であり、夕紀や聖の活躍に期待を寄せるも、過激な彼女らに胃を病むこともしばしば。
朝倉 瀬里 （あさくら せり）
本名は権藤瀬里香（ごんどう せりか）。神奈川県警察のイメージガールに抜擢された18歳のタレント。免許取り立てながら（おそらく格好良さだけで）フェラーリ・テスタロッサを初心者マークもなしに乗り回し、スピード違反と信号無視をして聖たちに検挙されるが、前述の理由もあって違反はもみ消された。悪びれることもなく聖たちの前に現れてミニパトに同乗していたが、事故の連絡を面白がったため夕紀に頬を張られ、実際の事故現場を直に見たことで認識を改める。
小林（こばやし）
神奈川県警察の警察官。階級は巡査で石戸の同期。地元で観光客の居眠り運転による事故防止のために怪談話を流し、効果をあげている。
椎名 門（しいな もん）
有限会社S&W探偵事務所所属の探偵。通称はシナモン。作者の短編読切「シナモン・シリーズ」からのスピンオフキャラクター。本作では鯖須とも古馴染み。静香を攫おうとした対立組織の車の動輪側を持ちあげて発進できなくするという力業を披露した。
丹波 静香（たんば しずか）
女子高に在籍する女子高生。実家は1万人を超える組員を抱える暴力団で、父親は組長。ヤクザの娘ということで友達が出来ず「普通の女の子になりたい」という想いから家出する。

## 書誌情報
- みず谷なおき『ブラッディエンジェルズ』小学館〈少年サンデーコミックス〉、全2巻
  1. 1987年9月18日発売[5]、ISBN 4-09-121771-0
  2. 1987年11月18日発売[6]、ISBN 4-09-121772-9
- みず谷なおき『ブラッディエンジェルズ』ビズコミュニケーションズジャパン〈スーパー・ビジュアル・コミックス・スペシャル〉、全2巻
  1. 1994年4月初版発行[7]、ISBN 4091603416
  2. 1994年5月初版発行[8]、ISBN 4091603424

## 備考
- 作品の世界観は、作者の別作『人類ネコ科』などと同一の世界である。例えば、ヒョウが西湘南公園で喧嘩する際に語った「西のランボー」こと「守ーなんとかっつーオールバックの男」とは「人類ネコ科」の登場人物・守山修一郎のことである。
- S&W探偵社とは、シナモン（椎名門）と共同経営者である鷲生隆（わしゅう たかし）の頭文字（「椎名&鷲生」）である。
- 先述の通り同作者の『シナモンシリーズ』から椎名門がスピンオフ出演しているが、第1話では同作のヒロインである看護婦・笠井はるひが、西湘署の看護婦役でスピンオフ出演している。